# 铜州 (渤海国)
铜州，渤海国的独奏州。为渤海三独奏州之一。
铜州治所在今黑龙江省宁安市南哈尔巴岭附近。辖境相当今黑龙江省宁安、吉林省汪清两县市部分地。属县花山。辽朝灭渤海，废铜州，移百姓居今辽宁省开原市，设置咸州（治所在开原县城北老城镇）统之；部分被迁至辽宁省海城市东南析木城，仍以原州名置铜州；所领花山县南迁后改名析木县，先直属东京辽阳府，后划入辽铜州。